# Hip-hop puertorriqueño
El Hip-hop Puertorriqueño (también conocido localmente como Rap/Hip-hop en Español) es un subgénero subterráneo del Hip-hop y del Hip-hop consciente que surgió en Puerto Rico. A finales de los años 80 y principios de los 90 en su apogeo, se convirtió en uno de los estilos más populares dentro de la música subterránea en la isla, distribuyéndose mayormente a través de casetes de mezcla.  Durante su auge en los años 80, y desde sus inicios, el Hip-Hop puertorriqueño abordaba temas sociales, tanto tabúes como no tabúes, que impactaban la realidad de Puerto Rico, tales como el consumo de drogas, el aumento de la criminalidad, la corrupción gubernamental, las enfermedades de transmisión sexual y el abuso sexual, entre otros. Debido a que era un nicho local contracultural y varios factores en el acontecimiento de los años noventa, no logró alcanzar el mismo nivel de éxito comercial que otros géneros latinos más populares en ese entonces, como el Reguetón.
La primera canción del Hip-Hop Puertorriqueño que llegó oficialmente a la radio local, la televisión y al formato vinilo fue el sencillo "Las Drogas Matan" (1987) de D-Squad (Don Figgaro) y DJ Baron López.  Sin embargo, esta no fue la primera canción de Hip-Hop puertorriqueño, ya que otros artistas la habían adelantado un bienio antes. Vico C es reconocido como el pionero del Hip-Hop en Puerto Rico. Además, fue el primero en inaugurar el género moderno urbano, el Reggaetón, con "Bomba Para Afincar" dentro de su álbum de Hip-Hop "Hispanic Soul" ("Soul Hispano") alrededor de 1991. Vico C estableció la primera canción de Hip-Hop puertorriqueño con la creación de "El Rapeo del Vikingo", la cual fue grabada y distribuida ese mismo año, 1985, cuando él tenía solo 14 años.  Inspirado por Run-DMC y The Sugarhill Gang, en 1984 formalizó su carrera adoptando el nombre artístico de Vico, añadiendo la 'C' como una novedad. Aunque ya había ganado popularidad con "Viernes 13" junto a Rubén DJ, fue con "La Recta Final" que se consolidó como el rapero número uno en Puerto Rico.. 

## Orígenes

### Influencias Tempranas (finales de la década de 1970 - 1980)
Durante los inicios del Hip-hop en 1972, comunidades afroamericanas y afrocaribeñas marginadas (junto con comunidades Nuyorriqueñas en el Bronx) comenzaron a gestar a lo que se convertiría el movimiento del Hip-hop. Lo que inicialmente surgió como un mecanismo de afrontamiento ante un entorno marcado por la marginación y la pobreza, se transformó a un movimiento social con mensajes antidrogas y antiviolencia, dando paso a una revolución musical en el Bronx. Artistas estadounidenses como DJ Kool Herc, Africa Bambaataa y DJ Disco Wiz sentaron las bases del movimiento hip-hop, mientras que grupos como Rock Steady Crew contribuyen en gran medida al movimiento de breakdance, sumando sus contribuciones al movimiento multicultural.  A pesar de que existe una creencia popular que dicen que " los puertorriqueños co-crearon el Hip-hop ", es importante señalar que el Hip-hop de la vieja escuela y el movimiento Hip-hop en general fue un movimiento afroamericano basado en la música afroamericana en los Estados Unidos inherente a las raíces intrínsecas del pueblo afroamericano . No obstante, también es fundamental reconocer las contribuciones imprescindibles de los nuyorriqueños, quienes jugaron un papel clave en la formación del Hip-hop estadounidense. 
Durante las décadas de 1960 y 1970, el Bronx era un foco de delincuencia, donde pandillas rivales se enfrentaban constantemente con violencia, y el propio Bronx era el campo de batalla de todo. Hasta que la reunión de paz del pacto de pandillas de Hoe Avenue se catalizó después de la muerte del líder de la pandilla callejera/banda afro-nuyorriqueño de ascendencia judía, Benjamin Melendez (también conocido como "Black Benjie") . Meléndez fue asesinado en un intento de evitar una pelea entre pandillas, y su muerte se convirtió en un símbolo para promover la paz entre grupos rivales hartos de la violencia en el Bronx. A raíz de este acontecimiento, varias pandillas peligrosas y notorias como los Savage Skulls, los Ghetto Brothers, los Black Spades, los Tomahawks, los Latin Kings, entre muchas otras, se unieron en este lugar para acordar una tregua para terminar con toda la violencia entre pandillas, reemplazando en su lugar la violencia con baile, batallas de rap, DJ y grafitis.       Afrika Bambaataa, quien fue el miembro de la pandilla afroamericana 'los Black Spades', tuvo un rol fundamental en este proceso. Él ayudó a establecer las bases del movimiento Hip-hop. 

### El movimiento clandestino local (mediados de los años 1980)
El hip-hop puertorriqueño comenzó a consolidarse como un género local en la isla a mediados de la década de 1980, como una respuesta directa al auge del Hip-hop surgido en el Bronx. El concepto de rimar no era ajeno a la rica herencia musical de Puerto Rico, géneros autóctonos como la Plena ya tenían ese aspecto de rima improvisada y poesía oral que ya existían en la música puertorriqueña . El movimiento inicial fue liderado por el pionero puertorriqueño del hip-hop, Vico C. Aunque en la isla existe la creencia generalizada de que Rubén DJ fue el primer rapero puertorriqueño de hip-hop en lanzar una canción en español con "La Escuela ", la evidencia indica que, en 1985, Vico C grabó la canción "El Rapeo Del Vikingo" en el apartamento de DJ Negro en La Perla , antes del lanzamiento de "La Escuela" de Rubén DJ.  
Vico C fue el primer rapero de la escena del Rap Puertorriqueño. Inspirado por agrupaciones de Hip-hop estadounidenses como Run-DMC (intérpretes del estilo hardcore hip-hop) y The Sugar Hill Gang (hip-hop de la vieja escuela), buscó adaptar y traer el movimiento Hip-hop a Puerto Rico comenzando a los 14 años vendiendo sencillos por cintas en 1985 con la ayuda de su mentor DJ Negro. Los vendió bloque por bloque a 10$ USD como mixtapes clandestinos junto con DJ Negro. Debido a que DJ Negro poseía un automóvil, a menudo vendía más rápidamente las mixtapes de Vico C que él mismo. Vico C realmente comenzó a despegar cuando encontró un mánager con conexiones intrincadas (Miguel Correa, dueño del sello Prime Records) y produjo uno de sus mayores éxitos hasta el momento, su álbum Dos Tiempos Bajo Un Mismo Tono .   Según el propio Vico en una entrevista en un programa local, afirma que su álbum había vendido alrededor de 50.000 a 60.000 copias solo en Puerto Rico en ese momento (1989).  Cuando llegó el año 1989, el rap alcanzó su apogeo con "Sida Rap" del rapero puertorriqueño Brewley MC .

### Antecedentes del hip hop puertorriqueño (principios de 1985)
En 1985, aproximadamente al mismo tiempo que Vico C empezó a grabar sus primeras canciones con la ayuda de DJ Negro, DJ Negro fundaría, sin éxito, un club nocturno al que llamaría "The Noise". El club sufriría varios cierres fallidos hasta que a principios de los años 90, DJ Negro emprendió una reapertura definitiva. Más tarde, durante la tercera y definitiva reapertura de The Noise a principios de los años 90, el emprendimiento se convertiría en la cuna del precursor del Reggaetón, Únderground, o mejor conocido en ese momento como Únder. Algunos de los primeros colaboradores de The Noise, como Baby Rasta y Gringo, se inspiraron en Vico C.  La discoteca cesó operaciones definitivamente en el año 2004. 
Félix Rodríguez (conocido como DJ Negro) fue criado en La Perla en una casona convertida en vivienda, tipo arrabal. Su estricto padre trabajaba en el astillero de los puertos de San Juan y desde pequeño a DJ Negro le inculcaron el espíritu emprendedor. Félix Rodríguez vendía hot dogs frente al patio de su casa para ganar dinero, pero su trayectoria profesional cambiaría el día que su padre le compró una consola de mezclas tipo DJ. Desde el primer día, Félix monetizaría y desarrollaría sus habilidades de DJ amateur.  Su padre lo echó de su casa aproximadamente a finales de 1985 después de ser DJ en una fiesta de bodas. Cuando llegó a casa a las 2 a. m., su padre le dio la noticia.  Tras su desalojo, DJ Negro comenzó a vivir en un apartamento en Puerta de Tierra. El administrador y propietario del apartamento era dueño de un local justo debajo de su apartamento y al reconocer a DJ Negro le presta las llaves del local donde DJ Negro comenzaría a organizar fiestas de DJ.  En sus fiestas de DJ, Félix (DJ Negro) tuvo la idea de hacer competiciones de rap.  Atraería a muchos raperos que rapearían en inglés. El mismo día que Félix comenzó a organizar concursos de rap, se encontró con Vico C rapeando en un dúo llamado VG Princes en 1985. Su amigo Glenn rapeó en inglés mientras Vico C rapeó en español. Ganaron la competición una vez finalizada y ganaron 15$. Impresionado por el talento de Vico C, debido a que nadie rapeaba en español como él, dejó el dúo por sugerencia de DJ Negro y luego comenzarían a trabajar juntos profesionalmente. DJ Negro se convertiría en el DJ de Vico C a lo largo de su desarrollo como rapero puertorriqueño pionero en todo el Hip-Hop puertorriqueño a mediados de los 80.

### Éxito comercial del hip hop puertorriqueño a finales de los 80
Con el inesperado éxito del rap "Viernes 13", una canción de hip-hop de terror psicológico,  DJ Negro y Vico C se convirtieron en estrellas en ascenso hechas a sí mismas. La canción se volvería tan popular que todos los viernes 13 se reproduciría a partir de 1987.   El trabajo inicial de Vico C durante los años 80 abrió puertas para inspirar a otros raperos puertorriqueños que querían seguir sus pasos. Algunos de estos serían TNT con "TNT Se Roba El Show" , Lisa M con "Trampa" o "La Segunda Cita", Brewley MC con "Sida Rap", Rubén DJ con "La Escuela".  El éxito llegó a DJ Negro y en consecuencia lo hizo derrochar; salir con gente y salir, hasta que finalmente DJ Negro se queda sin dinero y comienza a vender hot dogs nuevamente en un intervalo de tiempo de dos a tres meses.  Cuando DJ Negro estaba vendiendo hot dogs un día se topó con el dueño de una cafetería local en Puerta de Tierra llamada "Joseph Café" y siempre quiso que DJ Negro tocara música en su café, acordaron un precio y luego DJ Negro llenaría el Joseph Café. Más tarde DJ Negro fue despedido debido a sus precios y se contrató a otro DJ. Para competir con el Joseph Café, DJ Negro abriría la discoteca The Noise . 

### The Noise
The Noise fue la cuna del Underground, jugó un papel fundamental en el cambio de la trayectoria del hip-hop puertorriqueño. La primera ubicación de The Noise fue financiada por su hermano después de convencer sin éxito a sus amigos para que lo ayudaran a financiar la ubicación original. Por 4.000 dólares acordaron dividir los ingresos de la discoteca al 50/50 y así comenzó la fundación original de The Noise.  Félix comenzó a promocionar su club en el Joseph Café hasta que los guardas lo echaron de allí, eso solo fue suficiente para atraer fanáticos a su club debido a que Félix ya era un DJ famoso.  Además de organizar él mismo las fiestas de discoteca, DJ Negro contrataba a un par de artistas para la discoteca, como DJ Joe, DJ Eric y DJ Tony Touch .  DJ Eric jugaría un papel fundamental al conectar a DJ Negro con cantantes y raperos como Kid Power Posse y Big Boy quienes comenzarían a popularizar The Noise haciendo música propia, lo que finalmente daría lugar al inicio de la producción musical en The Noise. Debido a las quejas de ruido de los vecinos, Félix tuvo que cerrar el primer establecimiento de The Noise y con el dinero que ganó con su primer establecimiento compraría un local más nuevo y más grande para The Noise. En la inauguración del segundo establecimiento de The Noise, DJ Eric por despecho no llegó. Dio la casualidad de que DJ Joel, el DJ de Rubén DJ, estaba en la cola y Félix le pidió que tocara en la inauguración. Después de su actuación, Félix lo contrataría.  Varios artistas se darían a conocer en la segunda apertura de The Noise produciendo música; Falo, Maicol & Manuel, Ranking Stone, Wiso G, DJ Baby J y Baby Cat .  El segundo lugar cerraría por no tener permiso para vender licor, había ido acumulando infracciones y se le daría fecha de cierre. El día del cierre, DJ Playero le presentaría a DJ Negro un chico de 15 años para darle una oportunidad, por lo que DJ Negro dejó cantar al joven y tuvo que cortar el cable del micrófono debido a que no paraba de cantar. El seudónimo del joven era Daddy Yankee .   Ocho meses después.. Lanzamientos de Playero 37, esto inspira a DJ Negro a adaptarse a DJ Playero lanzando música por Volúmenes. DJ Negro luego reabriría The Noise donde originalmente estaba ubicado en un local justo debajo del apartamento donde originalmente vivía después de que su padre lo echara, comenzaría a hacer competencias de rap nuevamente. De esos concursos de rap encontró; Baby Rasta & Gringo y Las Guanábanas, Bebe & Pon, y una figura importante del rap puertorriqueño Lito & Polaco . Con esos artistas continuaría y produciría The Noise Vol. 1. Baby Rasta & Gringo crecieron con el hip-hop puertorriqueño desde muy pequeños.  El underground comenzaba a convertirse en un estilo musical popular en esa época y con el tiempo superaría en popularidad al hip hop puertorriqueño.

### La división y la rivalidad en los años 90 y principios de los 2000
A medida que el reguetón comenzó a superar al hip hop puertorriqueño en popularidad, los MCs se vieron obligados a seguir la corriente y adaptarse al reguetón o quedarse atrás de la popularidad que el reguetón produciría en su época dorada. En esencia, porque el hip-hop en español no era lo suficientemente "bailable" en las discotecas, no despegó tanto como el reguetón y todo fue una cuestión de comercialización, algo que los primeros MCs no habían captado.  Los MCs puertorriqueños desdeñaban el Underground como resultado del lirismo crudo fomentado por el género, se consideraban superiores al reguetón y sus semejanzas por el simple hecho de que tenían un lirismo más completo. 

### Sindicato No Mel
Como respuesta a otros sindicatos de reguetón como "The Noise" y DJs como DJ Playero que dañaban los cimientos y la cultura del movimiento de hip-hop puertorriqueño, un grupo de artistas de hip-hop en Puerto Rico establece un colectivo de hip-hop puertorriqueño que llamarían "No Mel Syndicate" en Carolina. No existía Mel Syndicate justo antes de que el reguetón se llamara "Rap/Reggae" en Puerto Rico, y justo antes de que el reguetón se llamara con su respectivo nombre, en un momento dado en Puerto Rico se le llamó 'Melasa'; refiriéndose a que el género se popularizó rápidamente, como un material dulce y viscoso como el jarabe . Estos raperos del Sindicato No Mel estaban conformados por raperos indignados por el movimiento "Melasa", influenciados por la vieja escuela mucho antes de Rubén DJ y Vico C. Se autodenominaron "Sindicato No Mel" porque era una forma de expresar "No Melasa", es decir, el "Sindicato No Reggaetón". Algunos de los raperos que formaron No Mel Syndicate fueron Gunzmoke, Coo-Kee, Sanguinario, New Style Society, Mexicano 777 y Lord Khelo. Cuando los raperos de hip-hop de No Mel Syndicate colaboraban en canciones de reguetón, a menudo preferían producir las canciones ellos mismos. Coo-Kee produciría para otros artistas de Hip-Hop como Lito & Polaco, MC Ceja y Tego Calderón. La división entre el reguetón y el hip-hop dañaría a largo plazo su movimiento, fundamentándose únicamente en el aislamiento del reguetón y un odio muy evidente hacia él. En resumen, se opusieron a evolucionar y a promocionarse, a comercializar. Y así el reguetón comenzó a ganar más y más popularidad entre la gente de Puerto Rico mientras que el movimiento Hip-Hop permaneció clandestino.

### Estado actual
El movimiento Hip-Hop puertorriqueño continúa produciendo música a pesar de su estatus y reconocimiento underground. Algunos de los artistas de hip-hop conocidos incluyen a Lito & Polaco, MC Ceja, Siete Nueve, Intifada, Vico C, No Mel Syndicate, Velcro MC y Temperamento .

## Características del hip hop puertorriqueño

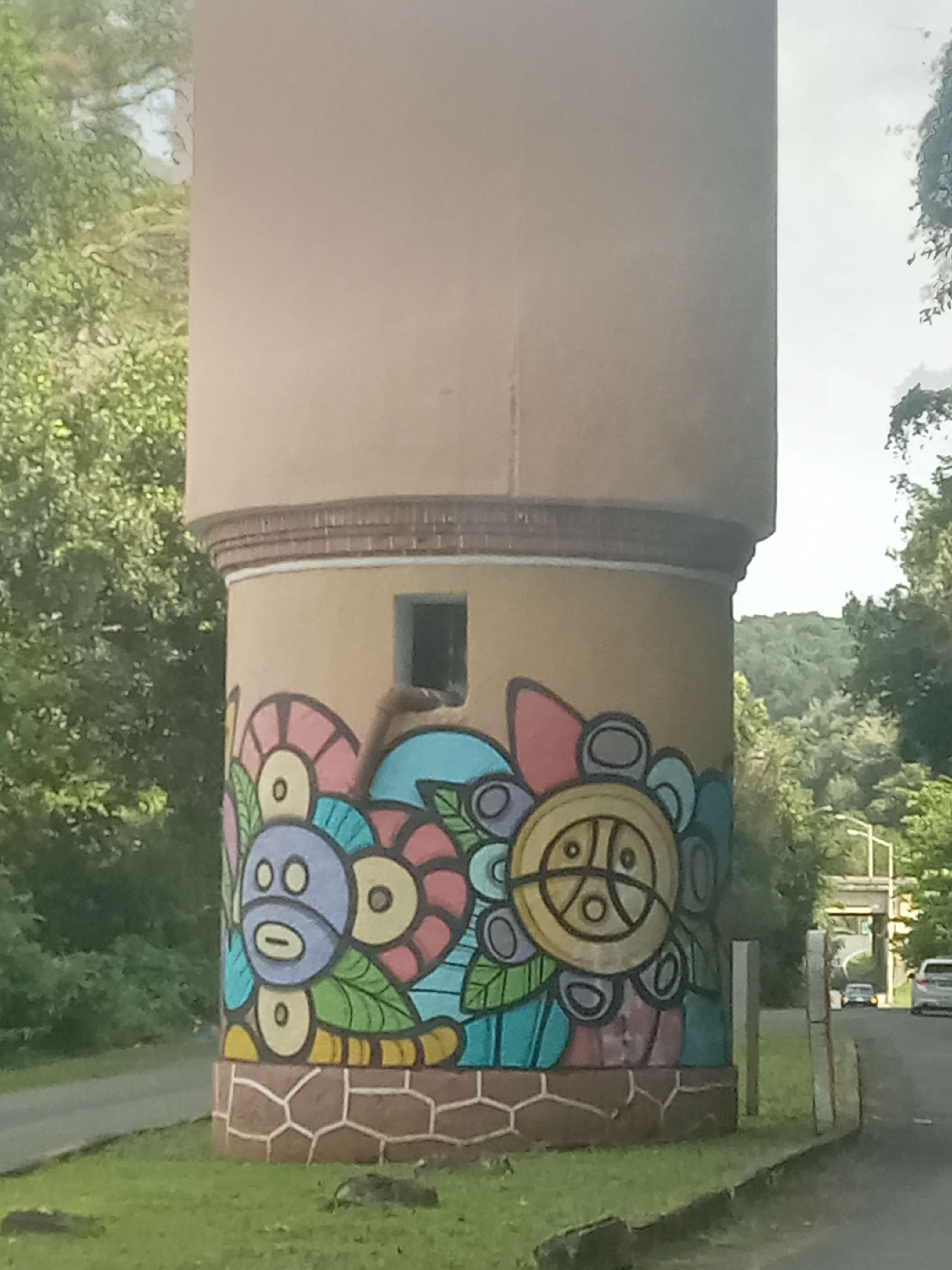
Estructura de entrada al Túnel de Guajataca que contiene grafitis con símbolos nativos taínos.

El Hip-hop Puertorriqueño varía según el estilo de cada artista, pero en general toma prestados elementos rítmicos del hip-hop estadounidense y lo combina con poesía nativa interpretada por artistas puertorriqueños. Los idiomas estándares utilizados en el hip-hop puertorriqueño son el español puertorriqueño, el spanglish y ocasionalmente el inglés. El lirismo puede variar pero en general es líricamente consciente o crudo. El lirismo consciente en el Hip-Hop puertorriqueño usualmente aborda temas sociales, culturales o políticos a través del lirismo, en cuanto a crudeza se asemeja al reguetón en ese aspecto. Los 4 pilares principales del Hip-Hop; MCing, DJing, breakdancing y grafiti están presentes en Puerto Rico, especialmente evidente en el grafiti. En la isla existen instituciones que promueven el breakdance como deporte como el Departamento de Deportes y Recreación. Algunas canciones integran ritmos tipo dancehall en su hip-hop para darle un sonido familiar a su audiencia puertorriqueña.

### Regiones clave para el desarrollo del hip hop puertorriqueño
Vico C en una entrevista afirma que si tuviera que señalar un lugar exacto donde nació el Hip-Hop puertorriqueño, sería el barrio donde él se crio; Puerta de Tierra . 